# Dagbladet
Dagbladet — одна из крупнейших норвежских газет, выходит в формате таблоида. Тираж бумажного издания в 2016 году составил 46 250 экземпляров, снизившись с пикового показателя в 228 834 экземпляра в 1994 году. Главный редактор — Фроде Хансен, политический редактор — Ларс Хелле, редактор новостей — Ян Томас Хольмлунд.
Dagbladet выходит шесть дней в неделю и сопровождается дополнительным тематическим журналом Magasinet каждую субботу. Часть ежедневного таблоида доступна на сайте Dagbladet.no, а доступ к другим статьям можно получить через пейволл. В 2016 году ежедневная аудитория онлайн-таблоида Dagbladet составила 1,24 миллиона человек. Dagbladet подверглась широкой критике за беспрецедентное использование кликбейт-заголовков. Это, в свою очередь, стало причиной того, что в последние годы охват аудитории газеты снизился.